# Evgenikó (Évros)
Evgenikó (grec moderne : Ευγενικό) est une localité située dans le dème de Didymotique, dans le district régional d'Évros, dans la periphérie de Macédoine-Orientale-et-Thrace, en Grèce.
La localité appartient à la communauté municipale de Máni. Selon le recensement de 2021, elle compte 60 habitants.